# Umgebungslärm
Als Umgebungslärm werden die Lärmeinwirkungen der Schallquellen Straßenverkehr, Schienenverkehr, Flugverkehr sowie Industrie bezeichnet. Der Begriff wurde durch die EU-Richtlinie 2002/49/EG (Umgebungslärmrichtlinie) neu eingeführt und europaweit definiert. Die Richtlinie fasst unter den Begriffsbestimmungen in Art. 3 als Umgebungslärm alle „unerwünschten oder gesundheitsschädlichen Geräusche im Freien, die durch Aktivitäten von Menschen verursacht werden, einschließlich des Lärms, der von Verkehrsmitteln, Straßenverkehr, Eisenbahnverkehr, Flugverkehr sowie Geländen für industrielle Tätigkeiten“ zusammen.

## EU-Regelungen

### Umgebungslärmrichtlinie
Ziel der Umgebungslärmrichtlinie ist es, Lärmkarten zu erstellen und auf dieser Grundlage Aktionspläne zum Lärmschutz aufzustellen.  Hierzu soll – ausgehend von der jeweiligen Schallquelle – die Stärke der Einwirkung berechnet oder gemessen und in 5-dB-Abstufungen dargestellt werden. Die EG-Richtlinie erlaubt sowohl Berechnungen als auch Messungen. Es sollen Maßnahmen zur Verbesserung in Form von Aktionsplänen entwickelt werden. Die Kartierung und die Maßnahmen sollen spätestens alle fünf Jahre überprüft und überarbeitet werden. Neu ist auch die vorgeschriebene Information und Beteiligung der Öffentlichkeit.
Als entscheidend galt der in Artikel 7 Absatz 1 Satz 2 festgelegte Termin 30. Juni 2005, bis zu dem die Mitgliedsstaaten „die Hauptverkehrsstraßen mit einem Verkehrsaufkommen von über sechs Millionen Kraftfahrzeugen pro Jahr, die Haupteisenbahnstrecken mit einem Verkehrsaufkommen von über 60 000 Zügen pro Jahr, die Großflughäfen und die Ballungsräume mit mehr als 250 000 Einwohnern in ihrem Hoheitsgebiet“ der Europäischen Kommission mitteilen sollten.
Seit 31. Dezember 2008 gelten niedrigere Werte – z. B. für Ballungsräume 100.000 Einwohner, so dass sich der Umfang der zu meldenden Daten erheblich vergrößert hat. Am 26. Oktober 2009 veröffentlichte die Europäische Umweltagentur (EUA) die erste umfassende Lärmkarte Europas.

### Vertragsverletzungsverfahren
2016 antwortete die deutsche Bundesregierung auf eine Anfrage der Bundestagsfraktion von Bündnis 90/Die Grünen, die Umgebungslärmrichtlinie sei Gegenstand bei einem von 14 Vertragsverletzungsverfahren, die derzeit geprüft würden. Die EU-Kommission habe am 29. September 2016 mehrere Mängel bei der Umsetzung festgestellt. Offiziell eingeleitet wurde das Vertragsverletzungsverfahren schließlich ein Jahr später mit der Begründung, dass noch viele Aktionspläne zur Lärmminderung fehlen. In Deutschland hatten sehr viele Gemeinden keine Lärmaktionspläne erstellt oder diese nicht fristgerecht geliefert. Außer dem Vertragsverletzungsverfahren gegen die Bundesrepublik Deutschland hat die EU-Kommission auch entsprechende Verfahren gegen Spanien, Slowenien, Ungarn und die Slowakei eingeleitet.

## Länderregelungen

### Deutschland
In den Jahren 2005 und 2006 hat die Bundesregierung mit den §§ 47 a–f des Bundes-Immissionsschutzgesetzes (BImschG) und der Verordnung über die Lärmkartierung (34. BImSchV) die gesetzliche Grundlage für die Umsetzung der Umgebungslärmrichtlinie geschaffen. Im Gegensatz zu anderen europäischen Staaten hat der Gesetzgeber in Deutschland keine Messungen vorgesehen. Es wurden neue Berechnungsvorschriften erlassen, die sich von den bisherigen unterscheiden. Dies führt in der Öffentlichkeit häufig zur Verwirrung, weil die Verkehrsbehörden z. B. beim Bau von Straßen nach der alten Vorschrift RLS-90 rechnen, in der Lärmkartierung aber die Berechnungsvorschrift VBUS verwendet wird.
„Umgebungslärm“ bezeichnet gem. § 47b Nr. 1 BImschG „belästigende oder gesundheitsschädliche Geräusche im Freien, die durch Aktivitäten von Menschen verursacht werden, einschließlich des Lärms, der von Verkehrsmitteln, Straßenverkehr, Eisenbahnverkehr, Flugverkehr sowie Geländen für industrielle Tätigkeiten ausgeht.“ Im Unterschied zu anderen Ländern wird Lärm, der von der davon betroffenen Person selbst oder durch Tätigkeiten innerhalb von Wohnungen verursacht wird, Nachbarschaftslärm, Lärm am Arbeitsplatz, in Verkehrsmitteln oder Lärm, der auf militärische Tätigkeiten in militärischen Gebieten zurückzuführen ist, nicht als Umgebungslärm erfasst (§ 47a Satz 2 BImschG).
Bereits seit 1990 gab es aufgrund der alten Fassung des BImschG die gesetzliche Verpflichtung in Deutschland, sogenannte Lärmminderungspläne aufzustellen. Dieser Verpflichtung waren viele Städte und Gemeinden nicht nachgekommen. Mit der Umgebungslärmrichtlinie sollte versucht werden, dieses Ziel über eine verbindliche europaweite Regelung zu erreichen.
In Deutschland liegt die Pflicht zur Lärmkartierung bei den Gemeinden oder den nach Landesrecht zuständigen Behörden, soweit es sich nicht um die Schienenwege des Bundes handelt: Deren Lärmausbreitung wird durch das Eisenbahn-Bundesamt kartiert; die Ergebnisse sind im Internet auf einer Karte zu sehen. Die am stärksten befahrenen Bundeseisenbahnstrecken befinden sich in München (rund 330.000 Züge pro Jahr) und in Berlin (rund 250.000 Züge pro Jahr).
Die Kartierungsergebnisse müssen der Öffentlichkeit und der EU mitgeteilt werden. Die Öffentlichkeit soll beteiligt werden, um insbesondere über die Lärmprobleme zu informieren. Die Umgebungslärmrichtlinie hat dabei einen demokratischen Ansatz, indem eine Mitwirkung der Bürger bei der Aufstellung der Aktionspläne zur Lärmminderung angestrebt wird. Wie diese Mitwirkung im Einzelnen aussehen soll, ist den Ländern, Städten und Gemeinden überlassen.
Bis 18. Juli 2008 sollten sogenannte Aktionspläne zur Lärmminderung fertiggestellt werden. Diese Aufgabe fällt in die Zuständigkeit der Kommunen. Da zu diesem Termin noch keine Lärmkarten der bundeseigenen Eisenbahnstrecken vorlagen, konnten die Aktionspläne nur einen Teil der Lärmprobleme behandeln. So begannen einige Städte wie Bremen und Hamburg zwar rechtzeitig mit der Aufstellung von Aktionsplänen. Doch der Aktionsplan für Hamburg wurde in der Fassung vom 24. November 2008 nur als Strategischer Lärmaktionsplan bezeichnet und bis 2012 überarbeitet, als bereits die zweite Stufe der Lärmkartierung durchzuführen war. Von den Bundesländern wurden insgesamt 27 Ballungsräume (mehr als 250.000 Einwohner) gemeldet. Es wurden 17.000 km Hauptverkehrsstraßen, 4.400 km Haupteisenbahnstrecken und 9 Großflughäfen kartiert. In der zweiten Stufe der Lärmkartierung war die Zahl der Ballungsräume durch die Herabsetzung der Grenze auf 100.000 Einwohner wesentlich größer. Die inzwischen weit verbreiteten Möglichkeiten des Internets waren für viele Städte Anlass, den Bürgern eine Beteiligungsmöglichkeit über dieses Medium anzubieten.
Eine gesetzliche Vorgabe, wann ein Aktionsplan zur Lärmminderung erstellt werden soll, ist in Deutschland bisher nicht vorhanden. Allerdings gibt es freiwillige Lärmsanierungsprogramme der Deutschen Bahn und der Bundesstraßenverwaltung.

### Österreich
Ausgenommen vom Umgebungslärm sind Lärmquellen am Arbeitsplatz, in öffentlichen Verkehrsmitteln oder Nachbarschaftslärm.
Die einzelnen Lärmquellen werden nach dem Verursacherprinzip kartiert. So ist der Bund für die Bundesstraßen zuständig und das jeweilige Bundesland für die Landesstraßen. Der Bund hat die Autobahnen- und Schnellstraßen Finanzierungs-AG (ASFINAG) mit der Kartierung des bundesweiten Straßennetzes beauftragt; für die Lärmschutzsanierung sind hier allein jährlich 30 bis 50 Millionen Euro geplant. Als Schwellenwert wurden bei Straßen ein Wert von 50 dB nachts (22–6 Uhr) und 60 dB als Gesamtlärmindex (24 Stunden), bei Schienen 60 dB nachts und 70 dB als Gesamtlärmindex festgelegt.
Hinsichtlich der Aktionsplanung verfolgt Österreich somit teilweise sehr ehrgeizige Ziele im Vergleich zu anderen Mitgliedsländern der EU, wobei die für die Lärmquelle zuständige Behörde die einzelnen Maßnahmen plant. Mit der Zusammenstellung der Aktionspläne 2008 ergibt sich ein geschlossenes und einheitliches Bild, da es für jedes Bundesland einen Aktionsplan gibt. Bei der Öffentlichkeitsbeteiligung wird verstärkt das Internet genutzt.

### Frankreich
Frankreich hatte erst nach dem von der EU gesetzten Termin die entsprechenden Daten zusammengestellt. Es wurden insgesamt 24 Ballungsräume gemeldet, wobei Paris mit 9,6 Millionen Einwohnern der größte war. Ein erklärendes Schreiben an die Europäische Kommission wurde nicht veröffentlicht.

### Vereinigtes Königreich
Großbritannien hat am 29. Juni 2005 – also einen Tag vor dem von der EU gesetzten Termin – die entsprechenden Daten geliefert. Es wurden insgesamt 28 Ballungsräume gemeldet, wobei London mit 8,3 Millionen Einwohnern der größte war. Die Mehrzahl der Ballungsräume befindet sich in England, in Schottland und Wales sind es jeweils zwei, in Nordirland nur die Hauptstadt Belfast. In ihrem Schreiben an die Europäische Kommission wies die britische Umweltbehörde darauf hin, dass sich die gemeldeten Daten bis zum nächsten Termin, nämlich der Lärmkartierung im Jahre 2007 – durch die Bevölkerungsentwicklung und -bewegungen noch verändern würden.

### Europäischer Vergleich
In Belgien, Finnland, Frankreich, Griechenland, Irland, Italien, Liechtenstein, Luxemburg, Österreich, Portugal, der Tschechischen Republik und dem Vereinigten Königreich (Großbritannien) erfolgte die Umsetzung der Richtlinie in nationales Recht nicht fristgerecht, worauf die Europäische Kommission seit Juli 2005 rechtliche Schritte einleitete.
Aufschlussreich ist im europäischen Rahmen ein Vergleich der Situation in Ballungsräumen. Ob sich die deutsche Vorgabe, den Lärm nur zu berechnen, auf europäischer Ebene durchsetzen wird, ist zweifelhaft. Gegenwärtig scheint sich eher eine Mehrheit für Messungen herauszubilden. Technisch sind Messungen – insbesondere in Ballungsräumen (Großstädten) – heutzutage machbar. Im Gegensatz zu Berechnungen wären Messungen immer aktuell und könnten die Gesamtsituation erfassen.

## Kritik
Im Rahmen der Lärmaktionsplanung kam es in der ersten Stufe zu einigen Problemen bei der Durchführung.
Eine wichtige Erkenntnis aus der Vielzahl von Gesetzen und Verordnungen bleibt für die betroffenen Bürger: Ein Rechtsanspruch ergibt sich aus der Umgebungslärmrichtlinie bisher nur hinsichtlich der Information. Für alle verbindlichen Maßnahmen zum Lärmschutz gilt – zumindest in Deutschland – weiterhin das bisherige Recht. Zumindest aus deutscher Sicht lässt sich sagen: „Mit der europäischen Umgebungslärmrichtlinie wurden neue Hoffnungen bei lärmgeplagten Menschen geweckt. Seitens der Politik gibt es Forderungen nach einer zusammenfassenden Bewertung bei Straßen- und Schienenverkehrslärm, deren Umsetzung sich jedoch schwierig gestaltet.“
Angesichts der Tatsache, dass viele betroffene Städte und Kommunen hoch verschuldet sind, bleibt der Politik die Entscheidung überlassen, welche Maßnahmen ergriffen werden, um die Belastung durch Lärm zu verringern. Dabei spielt es am Ende für den einzelnen Bürger keine Rolle mehr, ob die Grundlage dieser Entscheidung auf Messungen oder Berechnungen beruht.
Ein Vergleich auf europäischer Ebene wird dadurch erschwert, dass die Qualität der Daten sehr unterschiedlich ist. Während in einigen Städten (z. B. London und Berlin) bereits vor Inkrafttreten der Umgebungslärmrichtlinie entsprechende Lärmkarten erstellt worden waren, fehlten andernorts teilweise noch die technischen Voraussetzungen, um die zu ermittelnden Daten aufzubereiten.
Hinzu kommen die unterschiedlichen Berechnungsverfahren sowohl in Deutschland als auch in Europa.